# Dominator (album W.A.S.P.)
Dominator – album amerykańskiego zespołu heavymetalowego W.A.S.P., który został wydany 16 kwietnia 2007 roku.

## Lista utworów
Autorem wszystkich utworów jest Blackie Lawless
1. Mercy – 4:49
2. Long, Long Way to Go – 3:15
3. Take Me Up – 4:33
4. The Burning Man – 4:39
5. Heaven's Hung in Black – 7:14
6. Heaven's Blessed – 5:22
7. Teacher – 5:01
8. Heaven’s Hung in Black (Reprise) – 3:13
9. Deal With the Devil – 5:17

## Wykonawcy
- Blackie Lawless – śpiew, keyboard, gitara rytmiczna
- Doug Blair – gitara elektryczna
- Darrell Roberts – gitara elektryczna
- Mike Duda – gitara basowa
- Mike Dupke – perkusja